# Конфлікт у дельті Нігеру
Конфлікт у дельті Нігеру — збройний конфлікт між урядовими військами Нігерії та етнічними угрупованнями огоні, ігбо та іджо.

## Основа конфлікту
На місці дельти річки Нігер на початку 1950-х років були знайдені нові, значні поклади нафти. Вже до початку 1980-х років Нігерія стала майже повністю економічно залежною від видобутку нафти, яка в той час становила 25% її ВВП, тому вона не могла дозволити собі не розробляти їх та добувати там нафту.
У 1979 році була внесена поправка до конституції Нігерії, яка дала федеральному уряду повне право власності на всю нігерійську територію, а також було укладено, що компенсація за вилучені нігерійським урядом землі буде «ґрунтуватися на вартості врожаю на землі в момент її придбання, а не на вартості самої землі». Таким чином уряд Нігерії з 1979 року міг повність законно та вільно розподіляти землю на свій розсуд. Звичайно, уряд так само міг розподіляти землі і серед нафтових компаній.
Реакція населення регіону була негативною, люди, що там проживали були проти видобутку нафти на місцях їх домівок. Населення дельти річки Нігер вважало, що їхні права обмежуються, а рівень їх життя значно погіршується, тому воно почало чинити опір видобутку нафти.
Таким чином у Нігерії спалахнула громадянська війна між нігерійськими військовими та найманцями нафтовидобувних компаній з одної сторони та повстанцями населення регіону дельти Нігер з іншої, що привело до насилля між етнічними групами та мілітаризації майже всього регіону.
Основною цілю повстанців було скорочення видобутку нафти та перерозподіл доходів від неї. Повстанці спрямували свою діяльність на захоплення бурильних платформ, захоплення в полон іноземців та напади на поліційні відділки

### Огоні
Перші хвилі протестів розпочалися ще у 1990-х роках. Вони були значною мірою ініційовані національними меншинами, що проживали в межах території дельти. Однією з таких меншин було етнічне угрупування Огоні. 26 липня 1996 року був виданий документ Ogoni Bill of Rights, що адресувався уряду й громадянам Нігерії, а також усій міжнародній спільноті. Його підписали п’ять із шести традиційних вождів Огоні. Його автором був відомий нігерійський письменник та громадський діяч Кен Саро-Віва. У 1994 році його було страчено урядом Нігерії, що було однозначно було засуджено міжнародною спільнотою.  
В документі стверджувалось, що «В останні роки двадцятого століття транснаціональні компанії, що займаються видобутком нафти під наглядом уряду Федеративної Республіки Нігерії здійснюють геноцид огоні». Зазначалось, що «Огоні страждали й продовжують страждати від постійного забруднення навколишнього середовища». Своє становище Огоні порівнювали з «рабством»
На фоні цього, народ вимагав автономію й право повного контролю над власними територіями, а також можливість самостійно розпоряджатись деякою частиною ресурсів, отриманих на їх територіях. Разом з цим створювалась політична організація «Рух за виживання народу Огоні» (MOSOP).
Публікація документу викликала шквал мітингів та демонстрацій проти компаній по видобутку нафти. Вже в жовтні 1990 року, на одному з протестів проти компанії Shell Oil поліцією було розстріляно 80 людей. Це стало причиною виокремлення радикального крила серед руху MOSOP, готових до застосування насильницьких методів, спрямованих на саботаж роботи нафтових компанії.

### Іджо
Іджо — ще одна етнічніть, яка була незадоволена чинною політикою. Незважаючи на те що вони проживають у регіоні, який давав чи не найбільший прибуток з видобутку нафти, самі Іджу майже не отримували ні матеріальних компенсацій, ні будь-яких інших преференцій. Це слугувало приводом для постійних конфліктів з урядом. Крім того, ситуація у регіоні дестабілізувалась ще більше, через постійні сутички між різними кланами та племенами, що сперечалися за контроль територій. Часто сутички були масштабними й призводили до людських жертв. Поліція не могла чи не хотіла контролювати ситуацію, що склалася. Найбільший спалах насилля відбувся в березні 1997 року. Він стався через боротьбу Іджо з народностями Іцекірі та Урхобос за контроль над містом Варрі, де знаходився нафтопереробний завод й порт.
Низькоефективні та часто несправедливі дії уряду призвели до того, що серед Іджо значно поширювались сепаратистські настрої. В грудні 1998 року на Молодіжній конференції Іджу створена організація Молодіжна рада Іджо (IYC) та прийнято Каямську декларацію. Основними її вимогами була автономність, а також заклик міжнародних компаній до того, аби вони припинили займатися видобутком нафти на їх територіях та повністю їх покинули. В свою чергу, рада зобов’язувалася «мирно боротись за свободу, право на самовизначення й екологічну справедливість».

### Комісія розвитку дельти Нігеру
У 2000 році майбутній президент Нігерії Олусегун Обасанджо в ході своєї предвиборчої кампанії обіцяє жителям дельти створення спеціального органу — Комісії розвитку дельти Нігеру. В її завдання мала входити «розробка політики і принципів розвитку дельти Нігеру, реалізація планів і втілення проектів, що здатні забезпечити стійкий розвиток в рамках чинного законодавства». Був створений особливий податок для усіх міжнародних компаній по видобутку нафти, тепер вони були зобов’язані виплачувати 3% свого річного бюджету на роботу комісії. Крім того, комісії вдалось збільшити регіональну частку прибутку від торгівлі нафтою з 3% до 15%. Метою комісії була стабілізація ситуації в регіоні. Однак їй не вдалося досягнути цієї мети, значною мірою через корумпованість цього державного органу. Про це свідчить те, що з 2000 по 2006 рік було змінено три її керівники за звинуваченням у зловживанні своїм службовим становищем.

## 2004—2010. Розвиток конфлікту
Відсутність змін на краще призвела до того, що нові організації усе більш радикалізовувались і були готові вдаватися до активних насильницьких методів ведення боротьби з урядом та мультинаціональними компаніями. У 2004 році з Молодіжної ради Іджо відділилося угрупування, що називало себе Народні добровольчі сили дельти річки Нігер (NDPVF). Власне воно розпочало так звану «війну проти нігерійського уряду». Угрупування проіснувало приблизно рік. Втім досить скоро після його розпаду було сформовано нове під назвою Рух за визволення дельти річки Нігер. Угрупування об’єднало лідерів та сили декількох мілітаризованих груп. Таким чином, максимальна кількість бійців MEND сягала 15 000 бійців, які, до того ж, були озброєні різноманітними видами зброї, включаючи автоматичні гвинтівки, ручні гранатомети тощо.
Військові операції MEND значно вплинули на масштаби видобутку нафти у регіоні. Пік активності угрупування припав на 2008 рік. Тоді було здійснено 92 напади на нафтовидобувні об’єкти. Через це зменшився експорт сировини з регіону. Якщо в березні 2006 року експортувалося приблизно 2,6 млн барелів щодобово, то до березня 2009 року показник зменшився до 1.6 млн барелів щодобово. Досить частою практикою було взяття у заручники робітників нафтової компанії. У 2008 році через дії MEND було вбито близько 1000 людей. При цьому насилля чинилося й з боку регулярних військ Нігерії. Так, у 2008 році, під час виконання лише одної спеціальної операції в штаті Баєлса військами було вбито більш ніж 90 неозброєних цивільних та знищено більше 300 суден.
На фоні цього, у регіоні також з’явилися кримінальні угрупування, які не переслідували жодних політичних цілей. Їх кількість може сягати декількох сотень різних банд. Найчастіше вони займаються бункерингом — незаконно заповнюють нафтою судна з метою подальшого їх продажу на чорних ринках. За інформацією, деякі угрупування тісно пов’язані з нігерійськими політиками, які надають угрупуванням гарантію безпеки в обмін на подальше фінансування своїх політичних кампаній.
Крім цього, у морському просторі Нігерії поширеним явищем стало піратство. Так, за даними Міжнародного Морського Бюро за 2008 рік, води Нігерії були другими по небезпечності після Сомалі. Піратство ж здійснювалося як і заради викупів, так і задля певних політичних мотивів.

## 2010 — наш час. Спроба стабілізувати ситуацію
З вересня 2008 року на зміну неефективній Комісії по розвитку дельти річки Нігер, було створено нові державні орган — Технічний комітет та Міністерство зі справ річки Нігер. З того часу уряд активно намагався укласти мир з Військовими угрупуваннями, обіцяючи їм підтримку в інтеграції у економічну систему країни.
У 2010 році створена спеціальна програма амністії для членів MEND. В її рамках, учасникам гарантовано забезпечення місячною заробітною платою, безкоштовна участь у різноманітних освітніх програмах і спеціалізована професійна підготовка. Програмою скористались близько 15 200 осіб, повернувши при цьому більш ніж 3500 одиниць зброї. Втім, важко сказати, що конфлікт остаточно врегульовано. Сутички відбуваються й у наш час.